# Kevin McClory
Kevin O'Donovan McClory (8 juni 1924 - 20 november 2006) was een Iers scenarioschrijver en regisseur.

## Levensloop en carrière
Zijn ouders waren Ierse acteurs en theaterproducenten. McClory diende in de Tweede Wereldoorlog. Na de oorlog werkte hij onder meer als assistent van John Huston. Hij werkte als producent voor de film Around the World in Eighty Days (1956). In 1957 regisseerde hij de film The Boy and the Bridge, die gefinancierd werd door Josephine Hartford Bryce. Bryce was goed bevriend met Ian Fleming. In 1958 vroeg Fleming aan McClory of hij de eerste James Bondfilm wilde produceren. McClory maakte een scenario, samen met Jack Whittingham, genoemd Longitude 78West (later verfilmd als Thunderball). Zonder toestemming van McClory schreef Fleming de roman Thunderball, waardoor McClory Fleming voor het gerecht sleepte. Fleming betaalde een schadevergoeding van £35.000. 
Albert R. Broccoli en Harry Saltzman maakten in 1965 een deal met McClory om als producent bepaalde rechten te hebben over de film. In 1983 produceerde McClory de Bondfilm Never Say Never Again, die niet gemaakt werd door EON Productions en zodoende niet als officiële James Bondfilm wordt meegeteld. De film markeerde het einde van een lang juridisch gevecht over rechten tussen Ian Fleming, MGM en United Artists enerzijds en Kevin McClory anderzijds. In 2013 volgde een definitieve uitspraak over de nalatenschap van McClory. Tot die tijd mochten SPECTRE en zijn personages zoals Ernst Stavro Blofeld niet worden gebruikt in de James Bondfilms van EON Productions. In de eerste film na 2013, Spectre, verschenen de organisatie en Blofeld opnieuw.
McClory zelf overleed in 2006 op 82-jarige leeftijd.

## Filmografie als producent (selectie)
- Around the World in Eighty Days, 1956
- Thunderball, 1965
- Never Say Never Again, 1983